# Lijst van maniëristische kunstenaars
Hieronder volgt een lijst van maniëristische kunstenaars uit de renaissance in chronologische volgorde gerangschikt:

## 1470 - 1500
- Amico Aspertini  1474-1552  Italiaans kunstschilder
- School van Fontainebleau  16e eeuw Frankrijk
- Michelangelo Buonarroti  1475-1564  Italiaans kunstschilder en beeldhouwer
- Giovanni Girolamo Savoldo  1480-1548  Italiaans kunstschilder
- Il Pordenone  1484-1539  Italiaans kunstschilder
- Sebastiano del Piombo  1485-1547  Italiaans kunstschilder
- Domenico Beccafumi  1486-1551  Italiaans kunstschilder
- Jacopo Sansovino  1486-1570  Italiaans beeldhouwer
- Alonso Berruguete  1488-1561  Spaans kunstschilder en beeldhouwer
- Correggio 1489-1534  Italiaans kunstschilder
- Baccio Bandinelli  1493-1560  Italiaans beeldhouwer
- Pontormo  1494-1556  Italiaans kunstschilder
- Rosso Fiorentino  1495-1540  Italiaans kunstschilder
- Diego de Siloe  1495-1563  Spaans beeldhouwer en architect
- Giulio Romano  1499-1546  Italiaans kunstschilder

## 1500 - 1550
- Polidoro da Caravaggio  1500-1543  Italiaans kunstschilder
- Benvenuto Cellini  1500-1571  Italiaans beeldhouwer/goudsmid
- Jan Sanders van Hemessen  1500-1566  Nederlands kunstschilder
- Girolamo Mazzola Bedoli  1500-1569  Italiaans kunstschilder
- Andrea Schiavone  1500-1563  Italiaans kunstschilder
- Niccolo Tribolo  1500-1550  Italiaans beeldhouwer
- Perino del Vaga  1501-1547  Italiaans kunstschilder
- Agnolo Bronzino  1503-1572  Italiaans kunstschilder
- Parmigianino  1503-1540  Italiaans kunstschilder
- Francesco Primaticcio  1504-1570  Italiaans kunstschilder en beeldhouwer
- Juan de Juni  1507-1577  Frans/Spaans beeldhouwer
- Hans Speckaert  overleden rond 1577  Vlaams kunstschilder
- Andrea Palladio  1508-1580  Italiaans architect
- Danese Cattaneo  1509-1573  Italiaans beeldhouwer
- Leone Leoni  1509-1590  Italiaans beeldhouwer
- Daniele da Volterra  1509-1566  Italiaans kunstschilder en beeldhouwer
- François Clouet  1510-1572  Frans kunstschilder
- Jean Goujon  1510-1565  Frans beeldhouwer
- Francesco de' Rossi (Il Salviati)  1510-1563  Italiaans kunstschilder
- Lambert Sustris  1510-1560  Nederlands kunstschilder
- Bartolommeo Ammanati 1511-1592  Italiaans beeldhouwer
- Giorgio Vasari  1511-1574  Italiaans schrijver/kunstschilder
- Niccolo dell'Abbate  1512-1571  Italiaans kunstschilder
- Pirro Ligorio  1513-1583  Italiaans Architect
- Parrasio Micheli  1516-1578  Italiaans kunstschilder
- Tintoretto  1518-1594  Italiaans kunstschilder
- Antoine Caron  1520-1598  Frans kunstschilder
- Luis de Morales  1520-1586  Spaans kunstschilder
- Giovanni Battista Moroni  1520-1578  Italiaans kunstschilder
- Giuseppe Porta  1520-1575  Italiaans kunstschilder
- Paolo Farinati  1524-1606  Italiaans kunstschilder
- Alessandro Vittoria  1525-1608  Italiaans beeldhouwer
- Luca Cambiaso  1527-1585  Italiaans kunstschilder
- Pellegrino Tibaldi  1527-1596  Italiaans kunstschilder
- Paolo Veronese  1528-1588  Italiaans kunstschilder
- Valerio Cioli  1529-1599  Italiaans beeldhouwer
- Giambologna  1529-1608  Vlaams/Italiaans beeldhouwer
- Bartolomeo Passerotti  1529-1592  Italiaans kunstschilder
- Taddeo Zuccaro  1529-1566  Italiaans kunstschilder
- Giuseppe Arcimboldo  1530-1593  Italiaans kunstschilder
- Cornelis van Dalem  1530-1573  Nederlands kunstschilder
- Vincenzo Danti  1530-1576  Italiaans beeldhouwer
- Germain Pilon  1530-1590  Frans beeldhouwer
- Sofonisba Anguissola  1532-1625  Italiaans kunstschilder
- Maerten de Vos  1532-1603  Vlaams kunstschilder
- Pompeo Leoni  1533-1608  Italiaans beeldhouwer
- Alessandro Allori  1535-1607  Italiaans kunstschilder
- Federico Barocci  1535-1612  Italiaans kunstschilder
- Vincenzo Campi  1536-1591  Italiaans kunstschilder
- Giovan Paolo Lomazzo  1538-1600  Italiaans kunstschilder
- Lucia Anguissola  1540-1565  Italiaans kunstschilder
- Simone Peterzano 1540-1596 Italiaans kunstschilder
- Hubert Gerhards  1540-1620  Nederlands beeldhouwer
- Jacopo Zucchi  1540-1596  Italiaans kunstschilder
- El Greco  1541-1614  Grieks/Spaans kunstschilder
- Federico Zuccaro  1542-1609  Italiaans kunstschilder
- Pierre Dumonstier  1545-1625  Frans kunstschilder
- Bartholomeus Spranger  1546-1611  Vlaams kunstschilder
- Jacopo Ligozzi  1547-1627  Italiaans kunstschilder
- Peter de Witte  1548-1628  Nederlands kunstschilder
- Pietro Francavilla  1548-1615  Italiaans beeldhouwer
- Karel van Mander  1548-1606  Nederlands schrijver/kunstschilder
- Palma Giovane  1548-1628  Italiaans kunstschilder
- Francesco Bassano  1549-1592  Italiaans kunstschilder
- Il Nosadella  1549-1571  Italiaans kunstschilder

## 1550 - 1600
- Giovanni Ambrogio Figino  1551-1608  Italiaans kunstschilder
- Hans von Aachen  1552-1615  Duits kunstschilder
- Cristoforo Roncalli  1552-1626  Italiaans kunstschilder
- Otto van Veen  1556-1629  Vlaams kunstschilder
- Leandro Bassano  1557-1622  Italiaans kunstschilder
- Adriaen de Vries  1560-1626  Nederlands beeldhouwer
- Pietro Bernini  1562-1629  Italiaans beeldhouwer
- Cornelis Cornelisz. van Haarlem  1562-1638  Nederlands kunstschilder
- Joseph Heintz de Oudere 1564-1609 Zwitsers kunstschilder
- Abraham Bloemaert  1564-1651  Nederlands kunstschilder
- Nicolas Cordier  1565-1612  Frans beeldhouwer
- Camillo Mariani  1565-1611  Italiaans beeldhouwer
- Joachim Wtewael  1566-1638  Nederlands kunstschilder
- Giuseppe Cesari  1568-1640  Italiaans kunstschilder
- Ventura Salimbeni 1568-1613 Italiaans kunstschilder
- Giovanni Battista Crespi  1575-1633  Italiaans kunstschilder
- Luis Juarez  17e eeuw Mexicaans kunstschilder
- Stefano Maderno  1575-1636  Italiaans beeldhouwer
- Fede Galizia 1578–1630 Italiaans kunstschilder
- Georges Lallemant  1580-1636  Frans kunstschilder
- Francesco Mochi  1580-1654  Italiaans beeldhouwer
- Jacques Callot  1592-1635  Frans graficus

## vanaf 1600
- Filippo Parodi  1630-1702  Italiaans beeldhouwer
- Michael Lukas Leopold Willmann  1630-1706  Duits kunstschilder
- Antonio Carneo  1637-1692  Italiaans kunstschilder